# Frank Heltzig

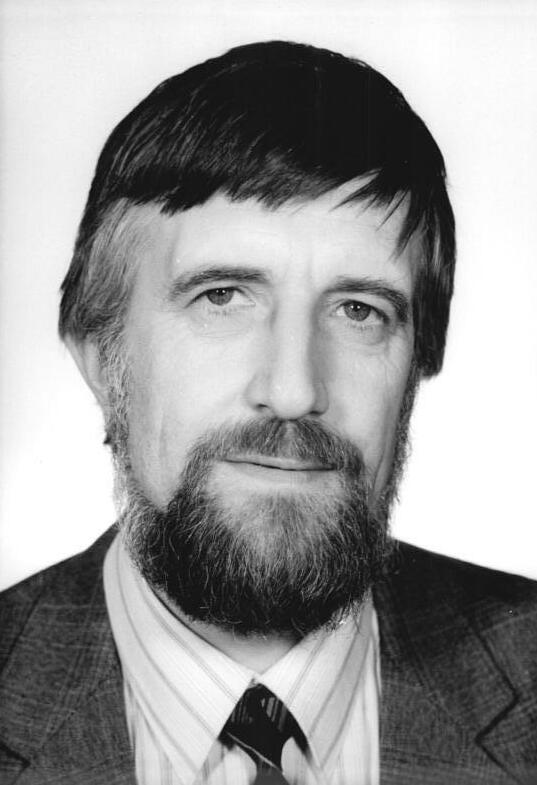
Frank Heltzig (1990)

Frank Herbert Heltzig (* 10. November 1939 in Dresden; † 13. Oktober 2023) war ein deutscher Physiker und Politiker (SPD).

## Ausbildung und Beruf
Nach einer Lehre als Werkstoffprüfer in Freital studierte Heltzig Physik an der TU Dresden. 1976 wurde er mit einer Arbeit zum Thema Rechnergestützter Entwurf grosser kombinatorischer Schaltsysteme auf der Basis nichtkanonischer Normalformen von Bündeln partieller Boolescher Funktionen zum Dr. rer. nat. promoviert. Von 1966 bis 1970 arbeitete er als Problemanalytiker im Rechenzentrum des Instituts für Datenverarbeitung in Dresden. Später war er wissenschaftlicher Mitarbeiter am Zentralinstitut für Kybernetik der Akademie der Wissenschaften der DDR. Nach der Wende war er Referatsleiter Informationsdienste im Sächsischen Landtag und 1995 wurde er Vorsitzender des Landesverbandes Sachsen der Arbeiterwohlfahrt.

## Politik
Heltzig war im November 1989 Mitgründer der SDP in Dresden und wurde erster Vorsitzender ihres Dresdner Stadtverbandes. Seit Dezember 1989 gehörte er der Dresdner Stadtverordnetenversammlung an. Im März 1990 wurde er im Wahlkreis Dresden für die SPD in die Volkskammer gewählt. Im Oktober 1990 gehörte er zu den 144 Abgeordneten, die von der Volkskammer in den Bundestag entsandt wurden. Er gehörte dem Bundestag bis zum Dezember 1990 an. Später war Heltzig kommunalpolitisch im Kreistag des Weißeritzkreises tätig.